# Psyllobora vigintimaculata
Psyllobora vigintimaculata är en skalbaggsart som först beskrevs av Thomas Say 1824.  Psyllobora vigintimaculata ingår i släktet Psyllobora och familjen nyckelpigor. Inga underarter finns listade i Catalogue of Life.

## Bildgalleri

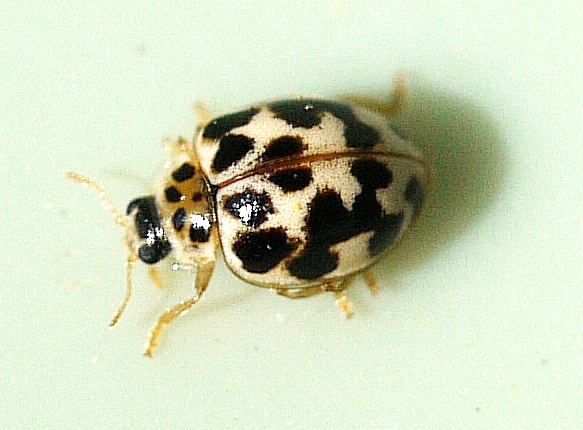